# 1959年ドイツグランプリ
1959年ドイツグランプリ (1959 German Grand Prix) は、1959年のF1世界選手権第6戦として、1959年8月2日にアヴスで開催された。
21回目のドイツグランプリは前年までのニュルブルクリンクから1926年以来のアヴスに変更され、30周の2ヒート制、498kmで行われた。

## レース概要
アヴスは平行する2本の長い直線とそれをつなぐ2つのコーナーだけというシンプルなサーキットで、南側にあるコーナーは平坦だが、北側のコーナーは43度の急峻なバンクになっていて、路面はレンガ敷きでバンクの最上部にはバリアすらなく、別名「死の壁」と呼ばれた。超高速に起因するタイヤのトラブルが懸念されたため、2ヒート制でレースを行うことになった。最初から2ヒート制で開催されたのはF1世界選手権では当レースのみである。
フランスGP後にフェラーリを去ったジャン・ベーラは、前年の世界スポーツカー選手権参戦時にポルシェと契約していた関係で、独自にスポーツカー仕様のRSKをF2仕様に改造した「ベーラ・ポルシェ」で当レースにエントリーしたが、決勝前日に行われた前座のスポーツカーレースで雨の中RSKスパイダーを走らせた際に「死の壁」でスピンを喫し、車両から投げ出されてコース外の旗ざおにぶつかり、その際に頭蓋骨を骨折して亡くなった（詳細はジャン・ベーラ#最後のシーズンと死を参照）。
パワーサーキットのアヴスではパワーに勝るフェラーリが表彰台を独占した。イギリス人のトニー・ブルックスが優勝、アメリカ人のダン・ガーニーとフィル・ヒルが2位と3位になった。ガーニーはデビュー2戦目で表彰台に立った。当レースはロブ・ウォーカー・レーシングチームでクーパーを走らせたスターリング・モスはヒート1の序盤でリタイア、ドライバーズランキング首位のジャック・ブラバムもヒート1の15周でリタイアした。モスに代わってBRPのBRMを走らせた地元出身のハンス・ヘルマンがヒート2の途中で大クラッシュを喫し、宙を飛ぶマシンからヘルマンが振り落とされるアクシデントが発生したが、奇跡的にかすり傷一つ負わなかった。
ドライバーズチャンピオン争いは、2位のブルックスが首位のブラバムとの差を4点に縮め、ポイントを獲得したヨアキム・ボニエとモーリス・トランティニアンが4-5位に順位を上げた。コンストラクターズチャンピオン争いは、2位のフェラーリが首位のクーパーとの差を5点に縮めた。

## エントリーリスト
| No.     | ドライバー                           | エントラント                                 | コンストラクター | シャシー | エンジン                   |
| ------- | ------------------------------------ | -------------------------------------------- | ---------------- | -------- | -------------------------- |
| 1       | ジャック・ブラバム                   | クーパー・カー・カンパニー                   | クーパー         | T51      | クライマックス FPF 2.5L L4 |
| 2       | ブルース・マクラーレン               | クーパー・カー・カンパニー                   | クーパー         | T51      | クライマックス FPF 2.5L L4 |
| 3       | マステン・グレゴリー                 | クーパー・カー・カンパニー                   | クーパー         | T51      | クライマックス FPF 2.5L L4 |
| 4       | トニー・ブルックス                   | スクーデリア・フェラーリ                     | フェラーリ       | 246      | フェラーリ Tipo155 2.4L V6 |
| 5       | フィル・ヒル                         | スクーデリア・フェラーリ                     | フェラーリ       | 246      | フェラーリ Tipo155 2.4L V6 |
| 6       | ダン・ガーニー                       | スクーデリア・フェラーリ                     | フェラーリ       | 246      | フェラーリ Tipo155 2.4L V6 |
| 7       | スターリング・モス                   | RRC ウォーカー・レーシングチーム             | クーパー         | T51      | クライマックス FPF 2.5L L4 |
| 8       | モーリス・トランティニアン           | RRC ウォーカー・レーシングチーム             | クーパー         | T51      | クライマックス FPF 2.5L L4 |
| 9       | ヨアキム・ボニエ                     | オーウェン・レーシング・オーガニゼーション   | BRM              | P25      | BRM P25 2.5L L4            |
| 10      | ハリー・シェル                       | オーウェン・レーシング・オーガニゼーション   | BRM              | P25      | BRM P25 2.5L L4            |
| 11      | ハンス・ヘルマン                     | ブリティッシュ・レーシング・パートナーシップ | BRM              | P25      | BRM P25 2.5L L4            |
| 12      | ジャン・ベーラ 1                     | ジャン・ベーラ                               | ポルシェ         | ベーラ   | ポルシェ 547/3 1.5L F4     |
| 14      | ヴォルフガング・フォン・トリップス 2 | ポルシェ KG                                  | ポルシェ         | 718      | ポルシェ 547/3 1.5L F4     |
| 15      | イネス・アイルランド                 | チーム・ロータス                             | ロータス         | 16       | クライマックス FPF 2.5L L4 |
| 16      | グラハム・ヒル                       | チーム・ロータス                             | ロータス         | 16       | クライマックス FPF 2.5L L4 |
| 17      | クリフ・アリソン                     | スクーデリア・フェラーリ                     | フェラーリ       | 246      | フェラーリ Tipo155 2.4L V6 |
| 18      | イアン・バージェス                   | スクーデリア・セントロ・スッド               | クーパー         | T51      | マセラティ 250S 2.5L L4    |
| 19      | フリッツ・ドーリー 2                 | スクーデリア・セントロ・スッド               | マセラティ       | 250F     | マセラティ 250F1 2.5L L6   |
| ソース: |                                      |                                              |                  |          |                            |

追記
- タイヤは全車ダンロップ
- ^1 - 予選前のサポートレースで事故死
- ^2 - エントリーしたが出場せず

## 結果

### 予選
| 順位    | No. | ドライバー                 | コンストラクター        | タイム | 差     |
| ------- | --- | -------------------------- | ----------------------- | ------ | ------ |
| 1       | 4   | トニー・ブルックス         | フェラーリ              | 2:05.9 | －     |
| 2       | 7   | スターリング・モス         | クーパー-クライマックス | 2:06.8 | + 0.9  |
| 3       | 6   | ダン・ガーニー             | フェラーリ              | 2:07.2 | + 1.3  |
| 4       | 1   | ジャック・ブラバム         | クーパー-クライマックス | 2:07.4 | + 1.5  |
| 5       | 3   | マステン・グレゴリー       | クーパー-クライマックス | 2:07.5 | + 1.6  |
| 6       | 5   | フィル・ヒル               | フェラーリ              | 2:07.6 | + 1.7  |
| 7       | 9   | ヨアキム・ボニエ           | BRM                     | 2:10.3 | + 4.4  |
| 8       | 10  | ハリー・シェル             | BRM                     | 2:10.4 | + 4.5  |
| 9       | 2   | ブルース・マクラーレン     | クーパー-クライマックス | 2:10.5 | + 4.6  |
| 10      | 16  | グラハム・ヒル             | ロータス-クライマックス | 2:10.8 | + 4.9  |
| 11      | 11  | ハンス・ヘルマン           | BRM                     | 2:11.4 | + 5.5  |
| 12      | 8   | モーリス・トランティニアン | クーパー-クライマックス | 2:12.7 | + 6.8  |
| 13      | 15  | イネス・アイルランド       | ロータス-クライマックス | 2:14.6 | + 8.7  |
| 14      | 17  | クリフ・アリソン 1         | フェラーリ              | 2:05.8 | - 0.1  |
| 15      | 18  | イアン・バージェス         | クーパー-マセラティ     | 2:18.9 | + 13.0 |
| ソース: |     |                            |                         |        |        |

追記
- ^1 - アリソンはポールポジションのブルックスより速いタイムを出したが、予備ドライバーとしてエントリーされていたため14番グリッドに降格した[6]

### 決勝
| 順位    | No. | ドライバー                         | コンストラクター        | 周回数 | タイム/リタイア原因    | グリッド | ポイント |
| ------- | --- | ---------------------------------- | ----------------------- | ------ | ---------------------- | -------- | -------- |
| 1       | 4   | トニー・ブルックス                 | フェラーリ              | 60     | 2:09:31.6              | 1        | 9 1      |
| 2       | 6   | ダン・ガーニー                     | フェラーリ              | 60     | + 2.9                  | 3        | 6        |
| 3       | 5   | フィル・ヒル                       | フェラーリ              | 60     | + 1:04.8               | 6        | 4        |
| 4       | 8   | モーリス・トランティニアン         | クーパー-クライマックス | 59     | + 1 Lap                | 12       | 3        |
| 5       | 9   | ヨアキム・ボニエ                   | BRM                     | 58     | + 2 Laps               | 7        | 2        |
| 6       | 18  | イアン・バージェス                 | クーパー-マセラティ     | 56     | + 4 Laps               | 15       |          |
| 7       | 10  | ハリー・シェル                     | BRM                     | 49     | + 11 Laps              | 8        |          |
| Ret     | 2   | ブルース・マクラーレン             | クーパー-クライマックス | 36     | トランスミッション     | 9        |          |
| Ret     | 11  | ハンス・ヘルマン                   | BRM                     | 36     | アクシデント           | 11       |          |
| Ret     | 3   | マステン・グレゴリー               | クーパー-クライマックス | 23     | エンジン               | 5        |          |
| Ret     | 1   | ジャック・ブラバム                 | クーパー-クライマックス | 15     | トランスミッション     | 4        |          |
| Ret     | 16  | グラハム・ヒル                     | ロータス-クライマックス | 10     | ギアボックス           | 10       |          |
| Ret     | 15  | イネス・アイルランド               | ロータス-クライマックス | 7      | ディファレンシャル     | 13       |          |
| Ret     | 17  | クリフ・アリソン                   | フェラーリ              | 2      | クラッチ               | 14       |          |
| Ret     | 7   | スターリング・モス                 | クーパー-クライマックス | 1      | トランスミッション     | 2        |          |
| DNS     | 12  | ジャン・ベーラ                     | ポルシェ                |        | サポートレースで事故死 |          |          |
| DNS     | 14  | ヴォルフガング・フォン・トリップス | ポルシェ                |        | 撤退                   |          |          |
| ソース: |     |                                    |                         |        |                        |          |          |

追記
- ^1 - ファステストラップの1点を含む

## 第6戦終了時点のランキング
|   | 順位 | ドライバー                 | ポイント |
| - | ---- | -------------------------- | -------- |
|   | 1    | ジャック・ブラバム         | 27       |
|   | 2    | トニー・ブルックス         | 23       |
|   | 3    | フィル・ヒル               | 13       |
| 2 | 4    | ヨアキム・ボニエ           | 10       |
| 4 | 5    | モーリス・トランティニアン | 9        |

|  | 順位 | コンストラクター        | ポイント |
|  | ---- | ----------------------- | -------- |
|  | 1    | クーパー-クライマックス | 29       |
|  | 2    | フェラーリ              | 24       |
|  | 3    | BRM                     | 16       |
|  | 4    | ロータス-クライマックス | 3        |

- 注:  トップ5のみ表示。ベスト5戦のみがカウントされる。